# Idja
Idja (с сев.-саам. — «ночь») — дебютный альбом финской группы Shaman (известной в настоящее время как Korpiklaani), вышедший в 1999 году. Большая часть песен альбома представляет традиционный саамский йойк в сочетании с металом.
Продюсером альбома выступил Роопе Латвала, более известный как гитарист групп Children of Bodom и Sinergy.
Выходу альбома предшествовал демо-сингл песни «Ođđa máilbmi».

## Список композиций
| №                   | Название            | Длительность |
| ------------------- | ------------------- | ------------ |
| 1.                  | «Ođđa máilbmi»      | 4:15         |
| 2.                  | «Idja»              | 3:24         |
| 3.                  | «Ulda»              | 4:23         |
| 4.                  | «Vuojan»            | 4:33         |
| 5.                  | «Riehču»            | 4:07         |
| 6.                  | «Giella»            | 2:41         |
| 7.                  | «Festet»            | 2:27         |
| 8.                  | «Orbina»            | 3:59         |
| 9.                  | «It šat duolmma mu» | 3:26         |
| 10.                 | «Ostir böö»         | 3:46         |
| 11.                 | «Hunka lunka»       | 2:05         |
| 12.                 | «Suollemaš bahčči»  | 3:09         |
| Общая длительность: | Общая длительность: | 42:09        |

## Участники записи

#### Состав группы
- Йонне Ярвеля — вокал, йойк, акустическая гитара
- Теро Пиирайнен — гитары, клавишные, бэк-вокал
- Илкка Килпеляйнен — бас-гитара, бэк-вокал
- Юке Эрякангас — ударные, клавишные, бэк-вокал

#### Приглашённые музыканты
- Роопе Латвала — гитары (дополнительно)

#### Производственный персонал
- Томи Керминен — обложка
- Тони Хяркёнен — фотография
- Йоуни «Smoju» Паю — звукоинженер
- Роопе Латвала — продюсер